# 見えない顔
『見えない顔』（みえないかお）は、松本洋子による日本の漫画作品。

## 概要
『なかよし』（講談社）において、1992年から1992年まで連載された。単行本は全2巻。

## あらすじ
10年前に交通事故で父を亡くし、養子に出された小野塚未来(おのづかみき)。ある日、未来の実の姉である館林翠(たてばやしみどり)から、未来に助けを求める電話が掛かってくる。翠のただならぬ様子に、未来は翠の通う名門校、城聖学園へ転校することを決める。そして寮で翠と同じ部屋で暮らすことになったが、ある朝、翠は無惨な姿で死亡してしまう。しかしそれは、これから起こる連続殺人の序章にすぎなかった。様々な思惑や感情が渦巻く美しい牢獄と化した学園で、未来は翠の死の真相を追い求めていくが…

## 書誌情報
松本洋子 『見えない顔』 講談社〈講談社コミックスなかよし〉、全2巻
- 1巻、1992年9月6日発行、ISBN 4-06-178727-6
- 2巻、1993年1月6日発行、ISBN 4-06-178737-3
  - 2巻には『ネメシスの夜 復讐の女神』が併録されている。